# حمام محشي
الحمام المحشي هو طبق مصري تقليدي يتكون من حمام محشو بمزيج متبل من الحبوب والأعشاب والتوابل. لقد كان عنصرًا أساسيًا في المطبخ المصري لعدة قرون وغالبًا ما يرتبط بالمناسبات والتجمعات الخاصة.
في الثقافة المصرية، يعد تقديم الحمام المحشي لفتة من لفتات الضيافة والاحترام، وغالبًا ما يتم تقديمه للضيوف والمناسبات الاحتفالية، نظرًا لإعداده الدقيق.